# A Voice in the Dark
A Voice in the Dark è un singolo della band tedesca Blind Guardian tratto dal nono album in studio, At the Edge of Time. È uscito il 25 giugno 2010 in Germania e il 6 luglio 2010 in Nord America.

## Tracce
1. A Voice in the Dark – 5:45
2. You're the Voice (John Farnham Cover) – 4:43
3. War of the Thrones (versione acustica) – 5:20

## Componenti
- Hansi Kürsch - voce
- André Olbrich - chitarra
- Marcus Siepen - chitarra
- Frederik Ehmke - batteria